# Jingshanosaurus
Jingshanosaurus ("ještěr z Jiangshanu") je zřejmě nejlépe známým čínským prosauropodem, z něhož byla objevena dokonce i kompletní kostra. Jméno je odvozeno od města Ťian-šan v oblasti Lu-feng (provincie Jün-nan, geologické souvrství Lu-feng). Rodové jméno tohoto dinosaura se často nesprávně zaměňuje s rodem Jiangshanosaurus, vývojově vyspělejším a geologicky mladším sauropodem.

## Popis

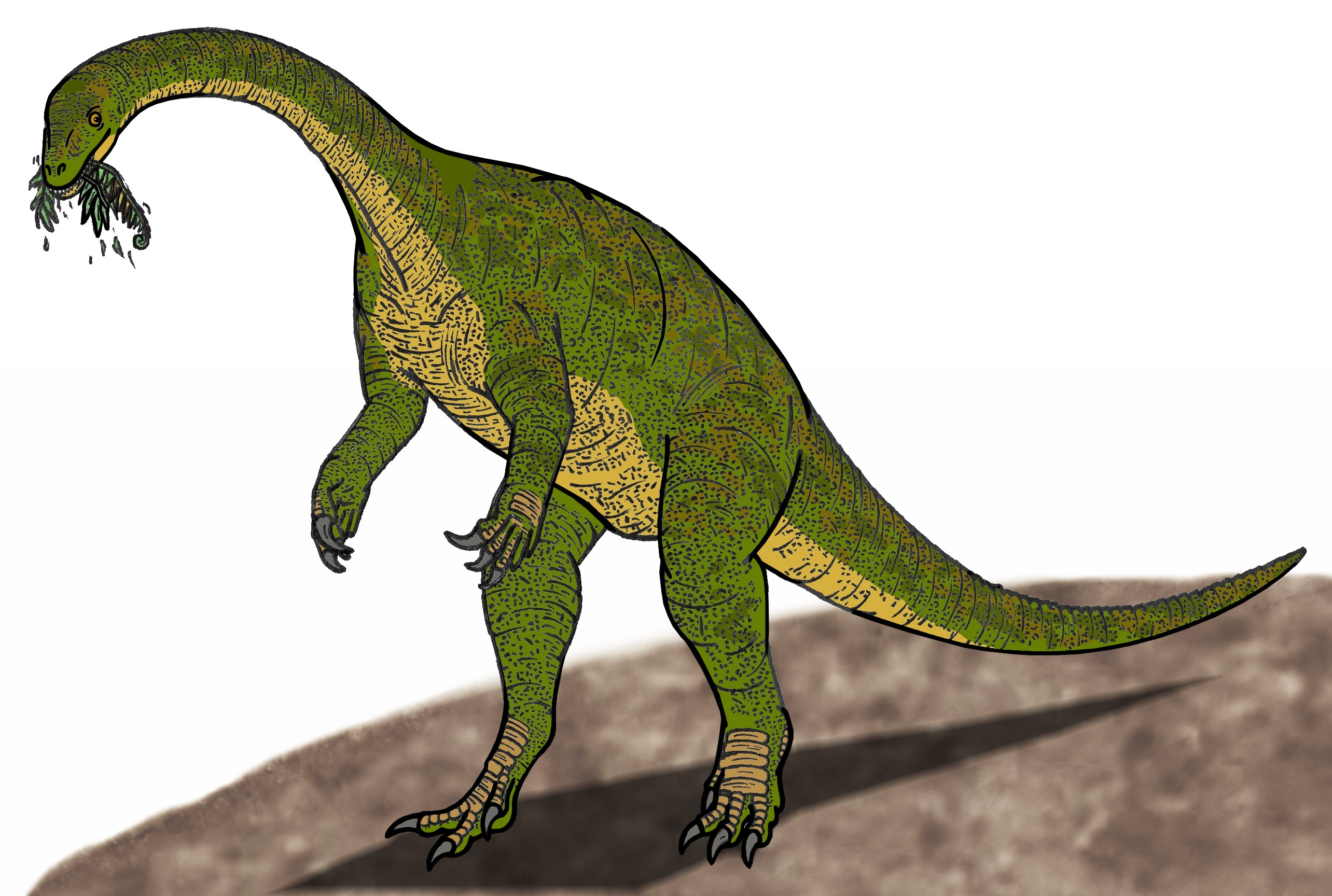
Jingshanosaurus, rekonstrukce vzezření

Tento dinosaurus žil v období spodní jury, asi před 201 až 183 miliony let. Dosahoval délky 9 až 10 metrů a hmotnosti kolem 1600 kilogramů. Patří k posledním známým zástupcům prosauropodů, kteří již byli v této době postupně nahrazováni velkými až obřími sauropody. Tělo bylo mohutné, soudkovité a hlava typicky malá. Krk i ocas byly dlouhé a nohy silné, umožňující zřejmě pohyb po dvou i všech čtyřech. Jingshanosaurus byl především býložravec, mohl se však pravděpodobně živit také měkkýši. Příbuzným a možná dokonce totožným rodem je Yunnanosaurus. Blízce příbuzný je také rod Xingxiulong.